# Métrica de Alcubierre

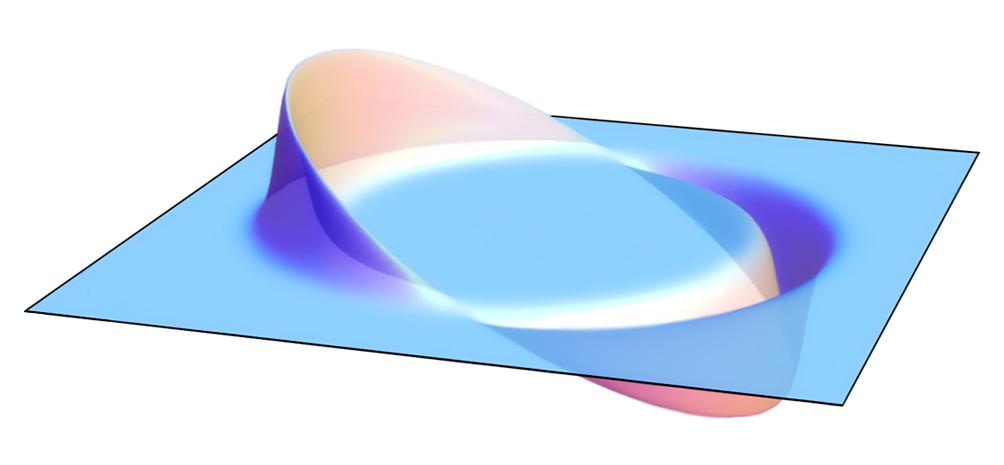
Gráfico de la impulsión de Alcubierre, mostrando las regiones opuestas, contraída y extendida, del espacio-tiempo respecto al sector central en el cual se ubica la burbuja plana de deformación.

La Métrica de Alcubierre es una idea especulativa basada en un modelo matemático que supondría posibles los viajes a velocidades mayores que c (velocidad de la luz), es decir, superlumínicos. Con base en algunas de las instancias teóricas pero probables estudiadas del espacio-tiempo, Alcubierre plantea la métrica que lleva su nombre como una solución a las ecuaciones de Einstein en el marco de la Teoría General de la Relatividad.
Fue publicada en la revista científica Classical and Quantum Gravity en 1994 por el físico mexicano Miguel Alcubierre. 

## Idea general (el Impulso por deformación)
La métrica de Alcubierre tiene, como una de sus conclusiones más llamativas, la posibilidad de un viaje a mayor velocidad que la luz al crearse una burbuja de deformación plana dentro de la cual se situaría estacionariamente la cosmonave; detrás de la cosmonave el espacio-tiempo sería deformado extendiéndolo mientras que por contraparte delante de la cosmonave el espacio-tiempo sería contraído o contractado poniendo así el punto de destino mucho más cerca, mientras que "detrás" de la nave el espacio-tiempo quedaría expandido "empujado" hacia atrás gran cantidad de años luz, todo esto sin que el espacio y el tiempo dentro de la burbuja de deformación plana en que se hallaría la cosmonave se modificara notoriamente.
En tal caso la nave (para hacer una analogía) "surfearía" sobre una especie de ola espaciotemporal dentro de la "burbuja de deformación plana" que es plana por permanecer estable entre las dos distorsiones (la anterior y la posterior) provocadas en el espacio-tiempo (se crearía una distorsión local del espacio-tiempo).
Existirían enormes fuerzas de marea en la región periférica de la supuesta burbuja debidas a las curvaturas provocadas en el espacio-tiempo; sin embargo, tales fuerzas serían despreciables en el interior de la burbuja dado el carácter plano que allí tendría el espacio-tiempo (véase gráfico).
No se violaría ninguna ley física de las previstas por la teoría de la relatividad ya que dentro de la "burbuja de deformación" nada superaría la velocidad de la luz; la nave no se desplazaría dentro de tal burbuja sino que sería llevada por la misma, la nave dentro de la burbuja nunca viajaría más rápido que un haz de luz.
La nave y sus presuntos tripulantes estarían exentos de sufrir los efectos devastadores provocados por las aceleraciones con sus correspondientes enormes fuerzas g, desaceleraciones o los efectos relativistas como la contracción de Lorentz y la dilatación del tiempo a altas velocidades. Alcubierre ha podido demostrar que incluso cuando la nave está acelerando viaja en una caída libre geodésica.
Sin embargo, el que la burbuja de deformación permita viajes superlumínicos se debe a la posibilidad de que el propio espacio-tiempo en el cual viaja la luz tenga la capacidad de superar la velocidad de la luz.

La Teoría de la Relatividad considera imposible que los objetos viajen a una velocidad mayor que la de la luz en el espacio-tiempo, pero se desconoce a qué velocidad máxima puede moverse el espacio-tiempo; se hipotetiza que en casi en el instante inicial del Big Bang nuestro universo poseía velocidades exponenciales superlumínicas (véase Universo inflacionario), se supone asimismo que algunos quásares muy lejanos pueden alcanzar velocidades de recesión translumínicas.
Aquí se introduce otra analogía: existe una velocidad máxima a la cual un objeto puede marchar sobre el suelo ¿pero qué ocurriría si es un suelo móvil —como puede ser una cinta trasportadora— que supera la velocidad de la marcha?
Esto supone un cambio en el sistema de coordenadas utilizado como referencia para medir la velocidad. Si el sistema de coordenadas se mueve en la misma dirección del desplazamiento respecto a un segundo sistema de referencia (que debería ser externo al propio espacio-tiempo), el objeto debiera poder incrementar su velocidad indefinidamente respecto del segundo sistema de referencia. Lo que esta analogía plantea es si ¿sería posible "cabalgar sobre un rayo de luz"?
Para crear un dispositivo como la burbuja de deformación que permita el impulso de deformación — explica Alcubierre— se requeriría operar con materia de densidad negativa o materia exótica, creando así con tal materia una burbuja de energía negativa que englobaría a la nave (véase Dirac, Energía negativa).
Según Alcubierre, la cantidad de energía negativa sería proporcional a la velocidad de propagación de la burbuja de deformación, verificándose que la distribución de la energía negativa estaría concentrada en una región toroidal perpendicular a la dirección en que se movería la burbuja plana (véase ilustración).
De este modo, dado que la densidad de energía sería negativa se podría viajar a una velocidad mayor que la de la luz merced al efecto suscitado por la materia exótica. La existencia de la materia exótica no está descartada, antes bien el efecto Casimir parece confirmar la existencia de tal materia; sin embargo producir bastante materia exótica y conservarla para realizar una proeza como el viaje superlumínico plantea los mismos actualmente irresolubles problemas que para mantener estable a un agujero de gusano.

Por otra parte en la Relatividad General primero se específica una distribución factible de la materia y de la energía para luego encontrar una geometría del espacio-tiempo asociada; si bien es posible operar con las ecuaciones de Einstein primero especificando una métrica y luego encontrando el tensor de energía e impulso asociado a tal métrica (que es lo realizado por Alcubierre), esta práctica significa que la solución podría violar varias condiciones de energía y requerir la materia exótica.
Robert J. Low, en 1999 ha probado que dentro del contexto de la relatividad general y aún en ausencia de la materia exótica es posible construir una burbuja de deformación (los textos en francés utilizan como equivalente de burbuja de deformación las palabras «commande de chaîne»/ pedido de cadena). Una teoría coherente de la gravedad cuántica quizás sirva para resolver estas cuestiones.
Además, Alexey Bobrick y Gianni Martire afirman que, en principio, se puede construir una clase de espaciotiempos sublumínicos y esféricamente simétricos de impulso factorial basados en principios físicos actualmente conocidos por la humanidad, como la energía positiva.

## Forma de la métrica
La métrica de Alcubierre puede ser escrita :

{\displaystyle ds^{2}=dx^{2}+dy^{2}+dz^{2}-2v_{s}(t)f(r_{s}(t))\,dx\,dt+\left(v_{s}(t)^{2}f(r_{s}(t))^{2}-1\right)\,dt^{2}}

donde
{\displaystyle v_{s}(t)={\frac {dx_{s}(t)}{dt}}}
{\displaystyle r_{s}(t)={\sqrt {(x-x_{s}(t))^{2}+y^{2}+z^{2}}}}.
Alcubierre eligió una forma específica para la función F pero logra una función de espacio tiempo más simple merced a su propuesta de burbuja de deformación plana. 
Y así, utilizando el formalismo 3+1 de la relatividad general, describe al espacio-tiempo mediante una estructuración heterogénea (una foliación) del espacio con hipersuperficies del tiempo cuya coordenada es la constante {\displaystyle t}. Así la formalización general de la métrica de Alcubierre es: 

{\displaystyle ds^{2}=-\left(\alpha ^{2}-\beta _{i}\beta ^{i}\right)\,dt^{2}+2\beta _{i}\,dx^{i}\,dt+\gamma _{ij}\,dx^{i}\,dx^{j}}

Donde {\displaystyle \alpha } es la función que por defecto aporta el intervalo de tiempo conveniente entre las hipersuperficies vecinas, {\displaystyle \beta ^{i}} es el vector conector que relaciona los sistemas espaciales coordenados en las diversas hipersuperficies y siendo {\displaystyle \gamma _{ij}} una métrica positivamente definida en cada una de las hipersuperficies. La forma particular que Alcubierre estudió en 1994 es definida por:

{\displaystyle \alpha =1\,}
{\displaystyle \beta ^{x}=-v_{s}(t)f\left(r_{s}(t)\right),}
{\displaystyle \beta ^{y}=\beta ^{z}=0}
{\displaystyle \gamma _{ij}=\delta _{ij}}

o alternativamente:

{\displaystyle \alpha =1;\,}
{\displaystyle \beta ^{1}=\beta ^{x}=-v_{s}(t)f\left(r_{s}(t)\right),\beta ^{2}=\beta ^{y}=0,\beta ^{3}=\beta ^{z}=0;\,}
{\displaystyle \gamma _{ij}=\delta _{ij}={\begin{pmatrix}1&0&0\\0&1&0\\0&0&1\end{pmatrix}}}

De modo que: 
{\displaystyle v_{s}(t)={\frac {dx_{s}(t)}{dt}},}
{\displaystyle r_{s}(t)=[(x-x_{s}(t))^{2}+y^{2}+z^{2}]^{\frac {1}{2}}}
{\displaystyle f(r_{s})={\frac {\tanh(\sigma (r_{s}+R))-\tanh(\sigma (r_{s}-R))}{2\tanh(\sigma R)}}}
Con los parámetros {\displaystyle R>0} y {\displaystyle \sigma >0} arbitrarios. Con esta forma particular de métrica se puede demostrar que la densidad de energía a medir por los observadores cuyas velocidades( 4) son normales y concernientes a las hipersuperficies dado que {\displaystyle g} es la causa determinante del tensor métrico.

{\displaystyle -{\frac {c^{4}}{8\pi G}}{\frac {v_{s}^{2}(x^{2}+y^{2})}{4g^{2}r_{s}^{2}}}\left({\frac {df}{dr_{s}}}\right)^{2}}

Así la densidad de energía es negativa y se requiere por esto de la materia exótica para provocar las deformaciones del espacio-tiempo.

## Otras denominaciones
El sistema supuesto por Alcubierre para los viajes cósmicos es denominado en inglés "Warp Drive" (el mismo nombre dado en la serie Star Trek — o "Viaje a las estrellas"—), la traducción es: Impulso por deformación o Impulso de Deformación o Distorsión Impulsada, también se encuentran las siguientes traducciones: Impulso de torsión, Impulso Warp, Impulso curvado, Impulso deformativo, Viaje curvado, Viaje combado, Motor de curvatura e incluso Motor de Impulso Factorial. Todas estas denominaciones dan la noción del principio básico de este hipotético método de viaje superlumínico: en lugar de acelerar un objeto (supóngase la cosmonave) a velocidad c o próxima a c se combaría o curvaría el "tejido" del espacio-tiempo de modo que los objetos a donde se viaja se acerquen sin un movimiento de la nave en el sentido usual del término movimiento: más que moverse la nave -en estas hipótesis-, es movido (curvado) el espaciotiempo.